# Donji Klasnić
Donji Klasnić is een plaats in de gemeente Glina in de Kroatische provincie Sisak-Moslavina. De plaats telt 108 inwoners (2001).